# Schlossgut Petry

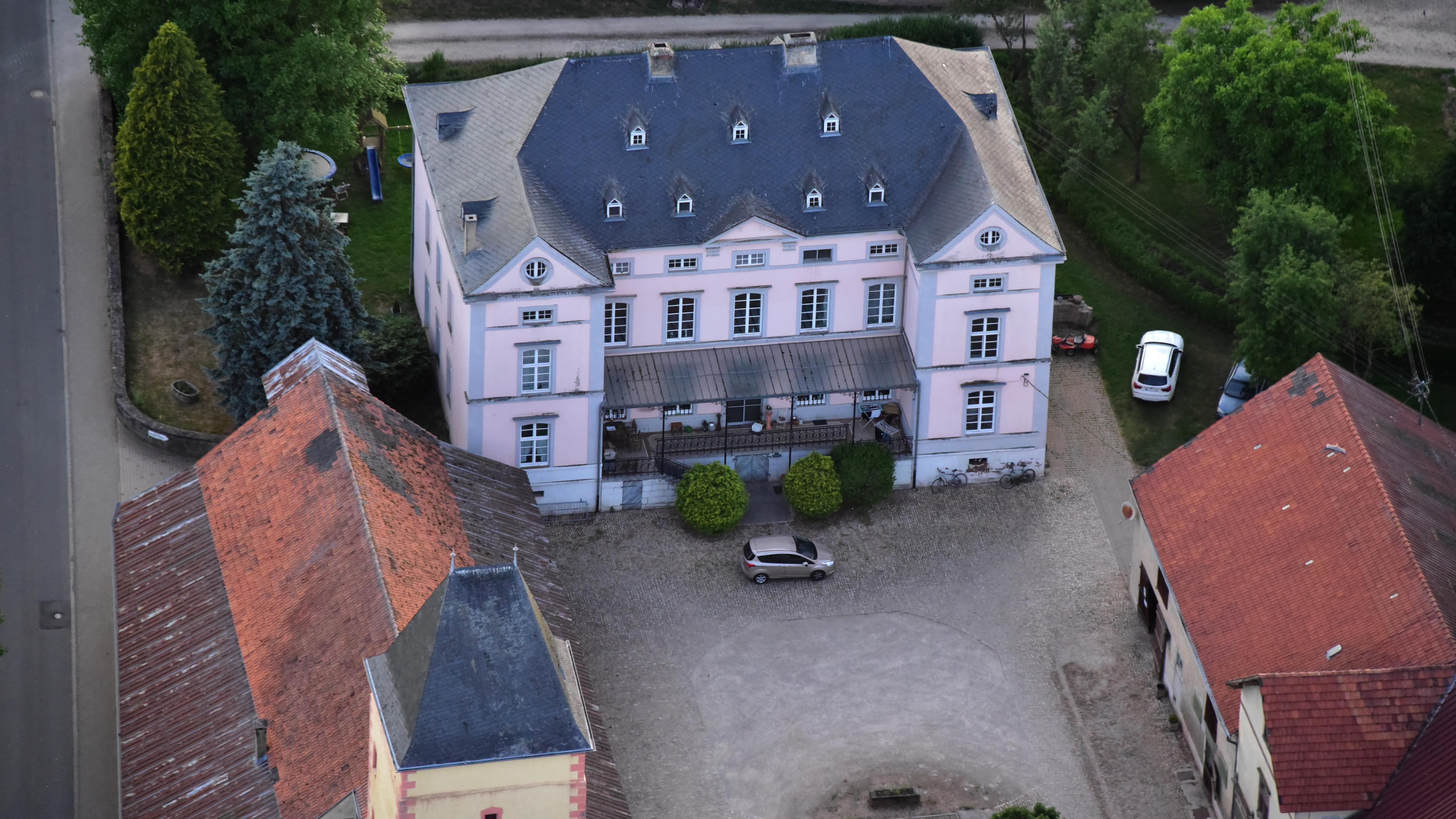
Schlossgut Petry, Luftaufnahme (2017)

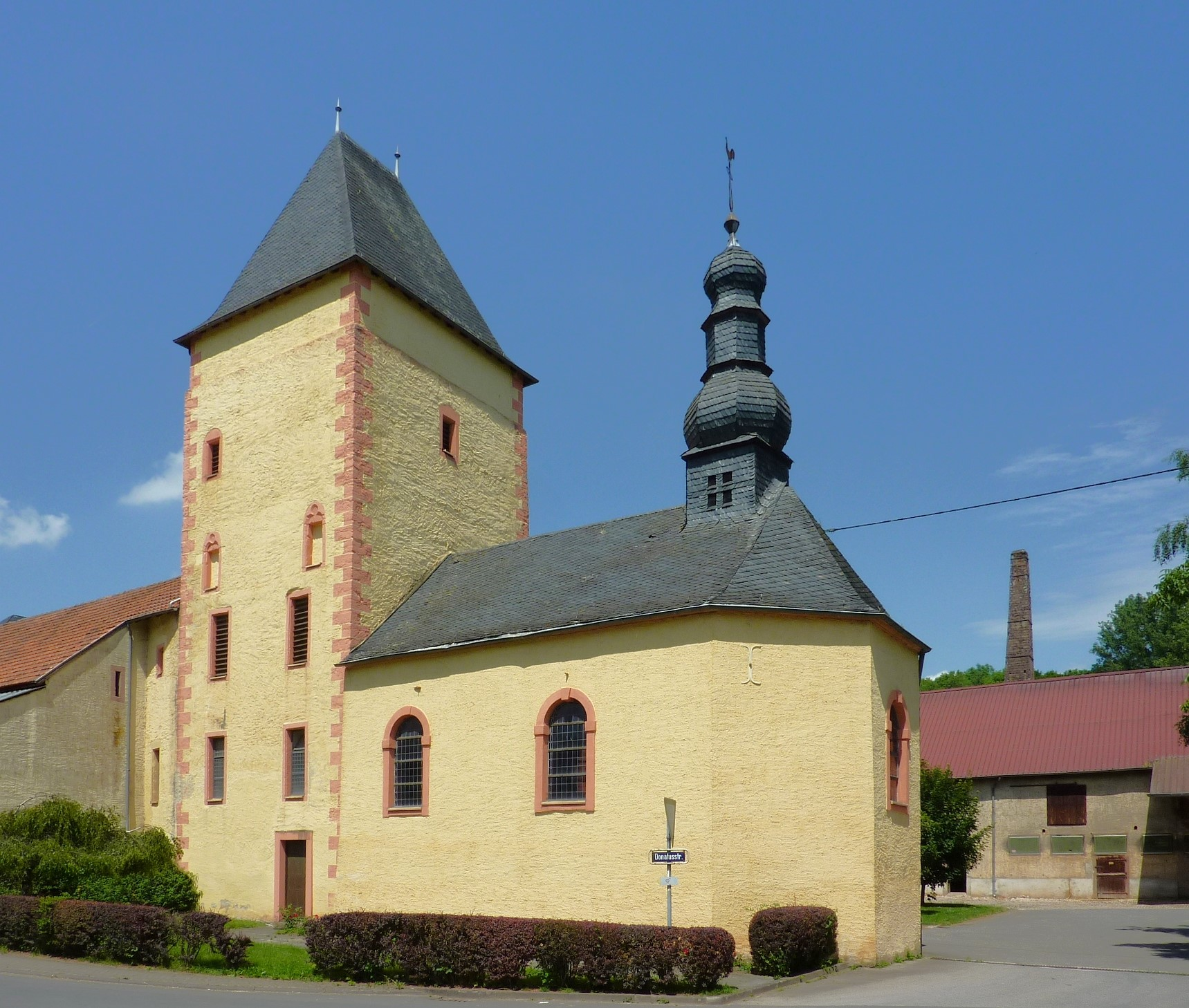
Schlossgut Petry, Kapelle St. Dionysius

Das Schlossgut Petry in Niedersgegen, einem Ortsteil der Gemeinde Körperich im Eifelkreis Bitburg-Prüm in Rheinland-Pfalz, wurde 1823 nach dem Vorbild des nahegelegenen Schloss Weilerbach als Neubau über mittelalterliche Burgüberreste errichtet.

## Bau

### Mittelalterliche Überreste
Von der mittelalterlichen Burganlage ist im Südwest-Flügel ein fünfgeschossiger Wohnturm von quadratischem Grundriss erhalten. Weiteres Indiz für eine Bauzeit im 14. oder 15. Jahrhundert sind die breit gefassten Fenstereinfassungen. Alle übrigen Öffnungen stammen aus dem 19./20. Jahrhundert.

### Komponenten aus dem achtzehnten Jahrhundert
Die Kapelle (heutige Filialkirche St. Dionysius) wurde zusammen mit dem steilen Walmdach 1734 an den Wohnturm gebaut. Die Hauptfassade folgt dem Typus kleiner Landschlösser des 18. Jahrhunderts.

### Komponenten aus dem neunzehnten Jahrhundert
Das Wohnhaus wurde 1823 erbaut und bildet den Mittelteil einer offenen, nicht ganz regelmäßigen Dreiflügelanlage, alle übrigen Teile stammen in ihrer heutigen Erscheinung erst aus dem 19. Jahrhundert.
Auf der Gegenseite des Wohnturms wurden im 19. Jahrhundert Wirtschaftsgebäude angebaut. Die durch den Hauseingang markierte Mittelachse tritt deutlich hinter den beiden Seitenrisaliten zurück. Die Fassade ist durch axial angeordnete, verdachte Segmentbogenfenster mit glatten Kantenlisenen und unterschiedlich profilierten Bankgesimsen gegliedert. Dem mittleren Fassadenabschnitt ist eine Terrasse mit zweiarmiger, freiläufiger Treppe vorgelagert, die vermutlich wie das schmiedeeiserne Gitter und das auf Eisenstützen ruhende Glasdach aus der Zeit um 1900 stammt.
Über dem hohen Kellersockel befinden sich zwei Vollgeschosse und ein zusätzliches als Schüttboden genutztes Mezzaningeschoss. Im Inneren blieb die originale Raumaufteilung und die baufeste Ausstattung – alle Türen, beide Treppen, raumbreiter Wandschrank, mehrere Stuckdecken – nahezu vollständig erhalten. Im vorderen rechten Raum des Erdgeschosses, findet sich eine zur Bauzeit angebrachte, raumumschließende Bildtapete aus der Pariser Manufaktur Dufour. Die Tapete zeigt in großflächigen Bildern Szenen aus Paul et Virginie (einem erstmals im Jahr 1787 erschienenen Moderoman von Bernadin de Sankt Pierre) in tropischer Landschaft. Als Vorlage müssen Gemälde von Jean Broc (Schüler Jacques Davids) gedient haben. Ebenfalls im Raum ein gusseiserner Ofen mit neugotischem Dekor und eine Garnitur Biedermeiermöbel. Die Supraporten zieren mit mythologischen Darstellungen. Der Nordostflügel entstand 1860/70 und diente landwirtschaftlichen Zwecken. Nach mehrfachen Veränderungen blieb nur die zwerchhauartig überhöhte Mittelachse erhalten, deren Schmuck die sechs nebeneinander angeordnete Türöffnungen bilden. Die Türen werden durch eine aufwendige Architekturrahmung mit einem Blumenflies aus Tonfliesen zusammengefasst. Vor allen Flügeln sind breite Pflasterstreifen, die die Mitte des Hofes aussparen.

### Anbauten aus dem zwanzigsten Jahrhundert
Das Erdgeschoss des Wohnturms dient seit 1968 als Vorraum der Kirche mit neuem Zugang.

## Historie
Das Schlossgut bildete, bis zum Verkauf des Schloss Bouvier im Jahre 1810, mit diesem und zwei anderen Gütern ein hochherrschaftliches Gebäudeensemble.
1913 kaufte die Familie Petry das Schlossgut und bewirtet es bis zum heutigen Tag.